# Rhinella tacana
Rhinella tacana es una especie de anfibio anuro de la familia Bufonidae.

## Distribución geográfica
Esta especie es endémica de la provincia de Franz Tamayo en el departamento de La Paz en Bolivia. Habita en el Parque nacional Madidi a 1500 m de altitud en la Serrania Eslabón.

## Descripción
El macho mide 30.6 mm y la hembra 34.2 mm.

## Etimología
Esta especie lleva el nombre en honor del Pueblo tacana.

## Publicación original
- Padial, Reichle, McDiarmid & De la Riva, 2006 : A new species of arboreal toad (Anura: Bufonidae: Chaunus) from Madidi National Park, Bolivia. Zootaxa, n.º 1278, p. 57-68[5]